# Saint-Max
Saint-Max is een gemeente in het Franse departement Meurthe-et-Moselle in de regio Grand Est. De plaats maakt deel uit van het arrondissement Nancy. Saint-Max telde op 1 januari 2022 10.100 inwoners.
De gemeente ligt aan de Meurthe, tegenover Nancy, en vormt een stedelijk gebied met Nancy. De gemeente heeft een hoge bevolkingsdichtheid en heeft voornamelijk een residentiële functie. Een groot bedrijf in de gemeente is France Cartes, een grote fabrikant van speelkaarten.
De tram van Nancy rijdt door Saint-Max. Een grote uitvalsweg is de RN74, hier avenue Carnot genoemd.
De gemeente bezit geen historische monumenten en weinig erfgoed. De kerk Saint-Médard heeft een romaanse toren uit de 12e eeuw, een schip uit de 15e eeuw en een koor uit de 19e eeuw. De kerk Saint-Livier is jonger en dateert uit 1885. Het Château Garnier aan de Meurthe dateert uit 1874 en het gemeentehuis uit 1906.

## Geografie
De oppervlakte van Saint-Max bedroeg op 1 januari 2022 1,85 vierkante kilometer; de bevolkingsdichtheid was toen 5.459,5 inwoners per km².

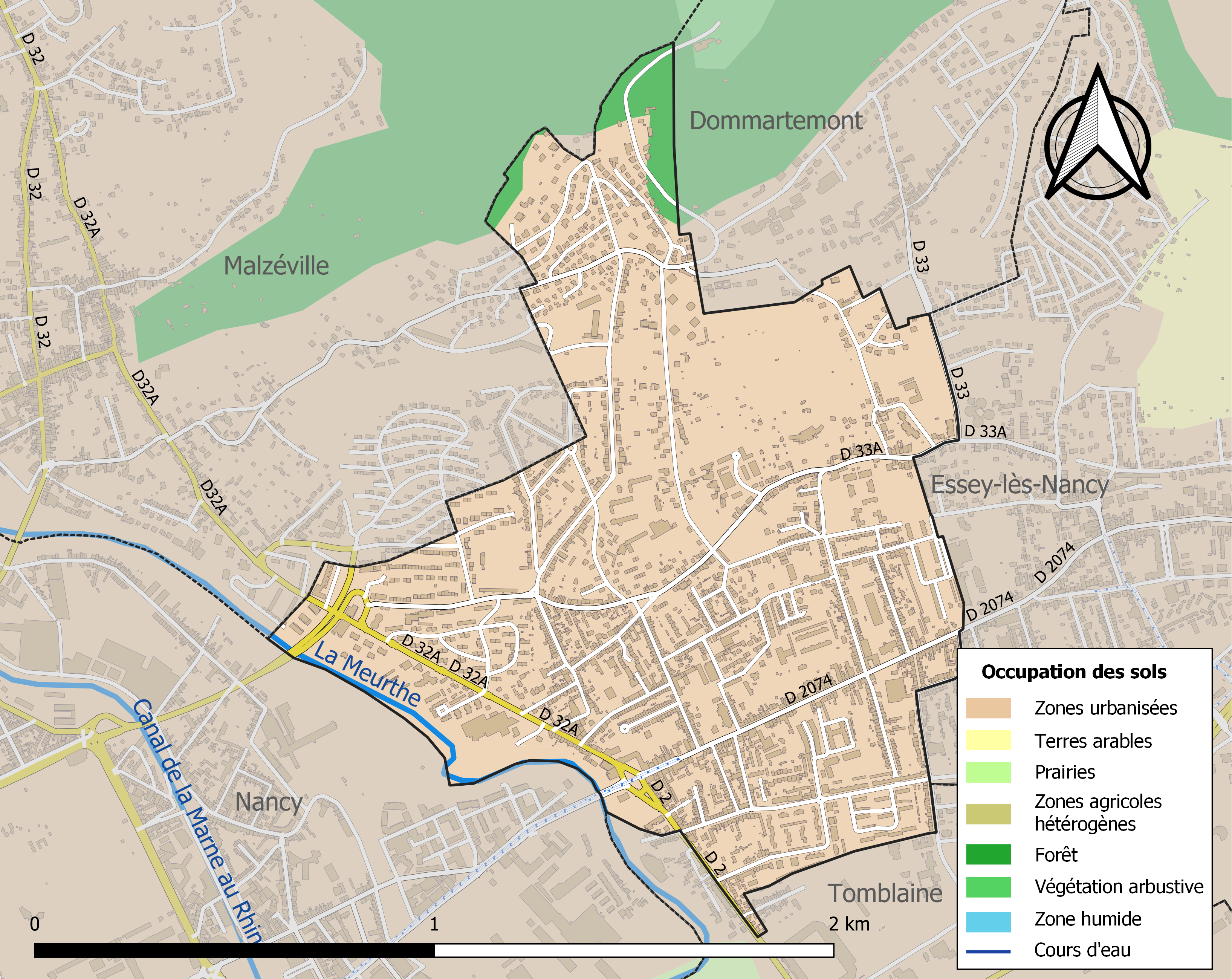
Kaart van de gemeente met de belangrijkste infrastructuur, bodemgebruik en omliggende gemeenten

## Demografie
Onderstaande figuur toont het verloop van het inwonertal (bron: INSEE-tellingen).

## Geschiedenis

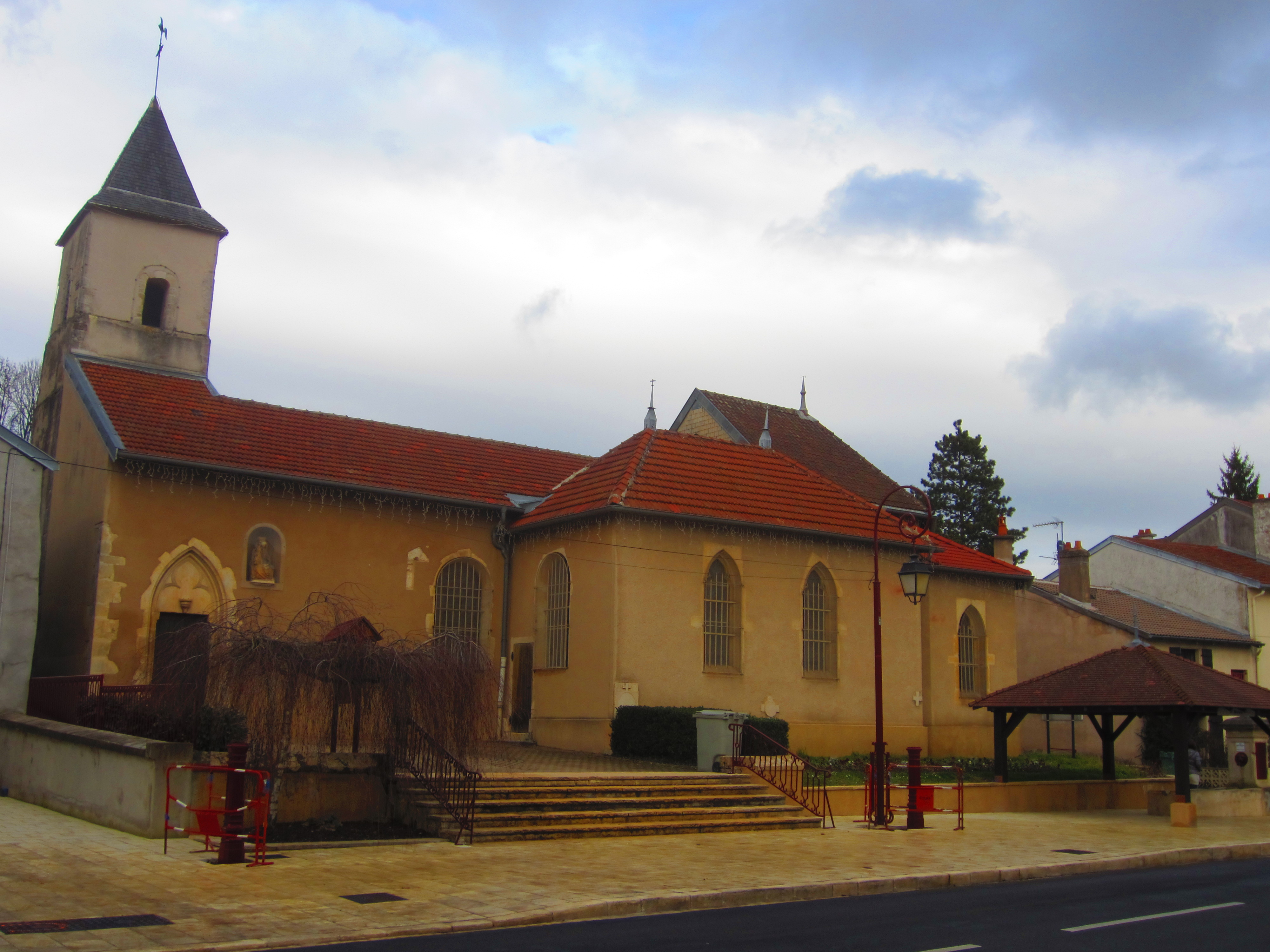
De kerk Saint-Médard, het oudste gebouw van de gemeente

De plaats werd voor het eerst vermeld in 1263 en hing toen af van de heer van Essey-les-Nancy. De naam Saint-Max is een verbastering van Saint-Médard, de heilige Medardus van Noyon, bisschop in de 6e eeuw. Vanaf 1986 werden werken uitgevoerd aan de oever van de Meurthe om de gemeente te beschermen tegen overstromingen.

## Geboren
- Manuel da Costa (1986), Marokkaans-Portugese voetballer